# Maubere (Berg)
Der Maubere ist ein Berg in Osttimor. Er liegt im Suco Batara. Er hat eine Höhe von 1424 m. Das Land gilt den einheimischen Idaté als heilig. Es soll Geister beherbergen, die das Land als Armee beschützen, wenn drei Älteste Rituale an den heiligen Stätten von Susuk und Orlau zelebrieren, um die „Landgeister, die unter der Erde leben“ (idaté: larek na’in or) zu rufen. Dies nennt man auch „das Land öffnen“. Ist ein Krieg zu Ende, muss man das Land zeremoniell wieder „schließen“. Daher wird der Berg auch als „der Krieger“ (idaté and tetum asuwa’in) bezeichnet.